# Criminaliteit en rechtspraak in vroegmodern Nederland
Dit artikel gaat over criminaliteit en rechtspraak in de vroegmoderne tijd in Nederland.

## Vervolging
Heden ten dage is het opsporingsproces, het onderzoek naar strafbare feit, uitgebreid beschreven in het Wetboek van Strafvordering. In de vroegmoderne periode was er geen sprake van uitgebreide codificatie van strafvordering. Desondanks was het onderzoeksproces opvallend zorgvuldig en uitgebreid. Hierbij werden modern ogende onderzoeksmethoden zoals verhoor, huiszoeking en autopsie ingezet om de waarheid boven tafel te krijgen. Daarbij werd tussen de verschillende politieapparaten zelfs provinciegrensoverschrijdende samenwerking aangegaan.

### Arrestatie
De ‘apprehensie’ of arrestatie van een verdachte was meestal het startschot voor de rechtsprocedure. Deze arrestatie vond in sommige gevallen op heterdaad plaats, oftewel op het moment dat het misdrijf plaatsvond. In de meeste gevallen werd iemand gearresteerd na een aangifte of een tip van een bezorgde burger. Door de hoge sociale controle viel crimineel gedrag al snel op. Vermogensdelicten, zoals diefstal, werden vaak ontdekt door burgers waarna klapwakers (nachtwachten) of gerechtsdienaren werden gewaarschuwd. Delicten zoals accijnsontduiking werden in de meeste gevallen ontdekt door overheidsfunctionarissen zoals de belastingpachter. Deze arrestaties liepen met regelmaat uit de hand, waarbij de gearresteerden zich hevig verzetten. Zo schoten de draaideurcriminelen Marten Jans en Berent Jansz in 1694 met pistolen op de gerechtsdienaren om arrestatie te voorkomen.

### Verhoor
De verdachte werd na de arrestatie verhoord door de gerechtsdienaar in het bijzijn van enkele schepenen met als doel een bekentenis te ontlokken. Een afgelegde bekentenis werd beschouwd als het belangrijkste bewijsmiddel en leidde steevast tot een veroordeling. In het geval dat een verdachte betrokkenheid ontkende, werd na toestemming van de schepenen, in veel gevallen tortuur (ook wel foltering of marteling) toegepast. Aangezien bij tortuur ernstig lichamelijke pijn werd toegebracht, werd een bekentenis van de verdachte in de meeste gevallen bereikt. Tortuur werd grofweg in twee gradaties toegepast. Ten eerste een mildere variant waarbij de verdachte werd gegeseld middels zweepslagen tot de aanwezige schepen het voldoende achtte. Ten tweede, een zwaardere variant waarbij de scherprechter diverse martelingswerktuigen zoals scheen- of duimschroeven gebruikte om de verdachte tot een bekentenis te dwingen. Wanneer een bekentenis was afgelegd, diende de verdachte de bekentenis nogmaals ‘vrijwillig en buiten pijn en banden’ (zonder tortuur) te herhalen voor de rechtbank. Dat tortuur geen kinderspel was blijkt wel uit de zaak van de van diefstal beschuldigde Isaac Jacobs. Hij werd op 8 april 1723 dusdanig zwaar gemarteld dat hij de volgende dag in zijn cel overleed. Toepassing van tortuur werd op 1 mei 1798 in de gehele Republiek afgeschaft.

### Huiszoeking
De huiszoeking, in juridische termen 'doorzoeking van een plaats' genoemd, lijkt een modern opsporingsmiddel. In de vroegmoderne periode werd dit middel echter ook veelvuldig ingezet om bewijs te verzamelen. Zo stelt een gerechtsinstructie uit 1731 uit Zwolle het volgende: “Ende indien een sodaanen fugitiven retireerde in een huis, zal hetzelve mogen bezet en beswaard worden en met kennisse van den hogen of lagen officier ter plaetse huis soekinge gedaan (…) worden”. Dat deze huiszoekingen het sleutelbewijs konden opleveren blijkt wel uit de zaak van Marregje Swarts. De 25-jarige Marregje Swarts werd verdacht van diefstal van lood van verschillende huizen samen met de soldaat Abraham de Smit. Ondanks dat Marregje de ontdekking van het gestolen lood trachtte te voorkomen door het te verbranden in haar haardvuur, werd het lood tijdens de huiszoeking door de gerechtsdienaren brandend aangetroffen. Op basis van de huiszoeking werd Marregje veroordeeld tot geseling, drie jaar tuchthuis en levenslange verbanning uit Overijssel.

### Autopsie

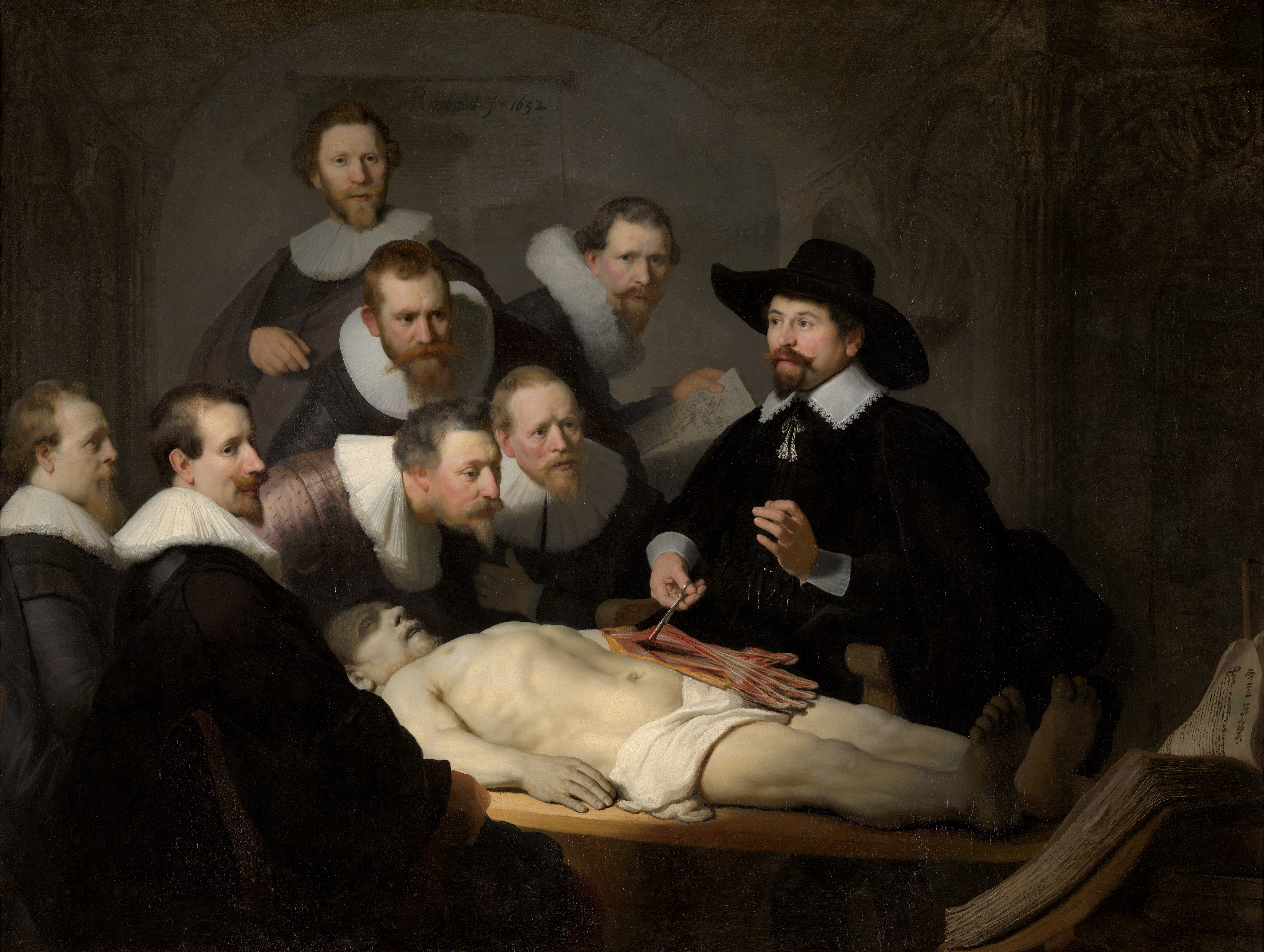
Anatomische les van Dr. Nicolaes Tulp, geschilderd door Rembrandt van Rijn

Het vaststellen van de doodsoorzaak bij een onnatuurlijke dood gebeurt middels een zogenaamde autopsie; het inwendig onderzoeken van een lichaam, ook wel gerechtelijke sectie genoemd. Ook in de vroegmoderne periode vonden secties plaats. Deze werden verricht door een chirurgijn, de medicus van de stad, die gedetailleerd verslag uitbracht aan de gerechtsdienaren en schepenen. De conclusies met betrekking tot de doodsoorzaak waren van doorslaggevend belang in de vroegmoderne rechtszaken. Dit blijkt uit onder andere uit de zaak van de moord op de soldaat Herman Slegt. Herman, die garnizoen hield in Kampen, werd op 11 september 1742 buiten de stadspoorten van Kampen viermaal met een mes gestoken, waarna hij een dag later overleed. Om zeker vast te kunnen stellen dat Herman overleed als gevolg van de steekwonden werd er sectie verricht. Hierop stelde de chirurgijn vast dat “deselve wonde per se lethaal is geweest”. Door dit bewijs kon Jan Alexander worden vervolgd voor moord. Op 15 november werd Jan veroordeeld tot levenslange verbanning uit de provincie Overijssel. Op basis van uitgebreid archiefonderzoek in Kampen en Zwolle kan worden vastgesteld dat chirurgijns werden ingezet voor autopsie en lijkschouwing om drie zaken te onderzoeken. Ten eerste of er sprake was van een onnatuurlijke dood; ten tweede de aard van de toegebrachte verwondingen; ten derde eventuele causaliteit tussen de verwondingen en de dood van het slachtoffer. De chirurgijns legde de bevindingen vast in een oorkonde. Deze oorkonde werd in de rechtszaal opgevoerd als bewijsmateriaal en was in veel gevallen doorslaggevend. Daarmee nam autopsie en lijkschouwing een belangrijke plaats in de vroegmoderne bewijsgaring in.

## Het strafsysteem

### Strafoplegging

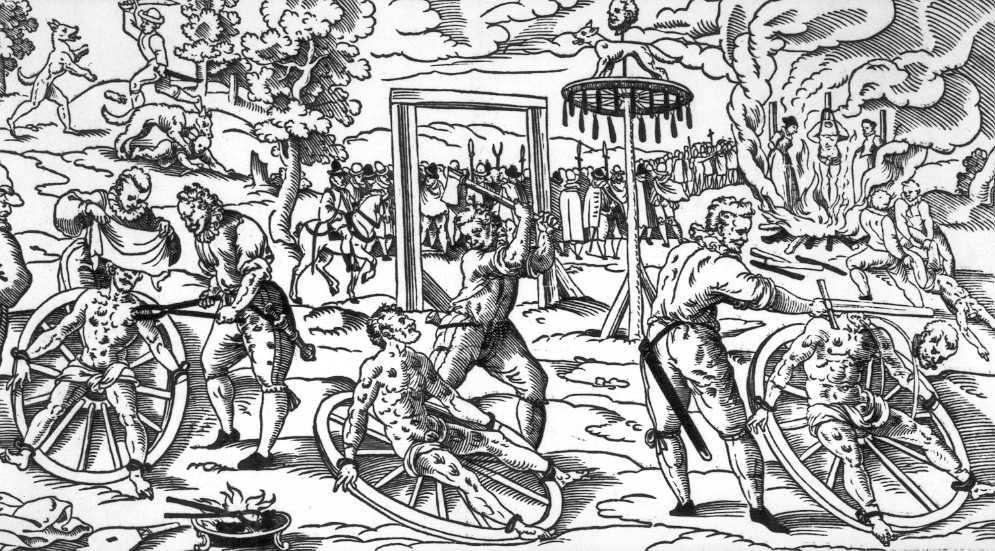
Radbraken van een veroordeelde

Het strafsysteem in vroegmodern Nederland was een getrapt systeem bestaande uit diverse lijf- en vrijheidsstraffen en de geldboete. Hoe zwaarder het gepleegde delict, hoe zwaarder de op te leggen straf. Uit dit getrapte systeem volgt dat de geselingstraf veel vaker werd opgelegd dan de zwaardere straffen zoals brandmerking, verminking of marteling. De strafdiversiteit werd, zoals blijkt uit de voorbeelden, vergroot door het enorm aantal mogelijk combinaties. Zo kon een verdachte worden veroordeeld tot een combinatie van de verschillende varianten van de lijf- en vrijheidsstraffen. Een persoon verdacht van enkelvoudige diefstal zonder strafverzwarende omstandigheden (zoals diefstal bij nacht of met geweld) werd meestal veroordeeld tot aan de kaakstelling, geseling en verbanning. Een veroordeling tot meervoudige diefstal leidde vaak tot aan de kaakstelling, brandmerking en geseling, en in enkele gevallen zelfs de doodstraf. Dat onthoofding, als ultieme straf, in uitzonderlijke gevallen als een te lage straf werd beschouwd blijkt uit de zaak van Jacomina Jannes. De 26-jarige Jacomina Jannes werd naar eigen zeggen meerdere malen mishandeld door haar echtgenoot en zag haar leven als uitzichtloos. Op 3 maart 1728 kreeg zij “in de zin om haar man niet alleen maar ook haer beide kinderen (…) de keel af te snijden”. Hierna heeft zij getracht te doen voorkomen alsof haar man beide kinderen had vermoord en daarna zelfmoord heeft gepleegd. De schepenen doorzagen de door Jacomina in scène gezette moord-zelfmoord en veroordeelden haar tot een bijzonder zware straf. Alvorens Jacomina werd onthoofd, werd haar rechterhand (de hand waarmee zij het moordwapen heeft gehanteerd) afgehakt en werd zij geradbraakt. Vervolgens werd zij driemaal in de hals gestoken met het door haar gebruikte moordwapen. Het onthoofde lichaam van Jacomina werd tentoongesteld op het galgenveld “tot dat haar lichaam door de vogelen des Hemels, en door de lucht sal wesen verteerd”.

#### Lijfstraffen

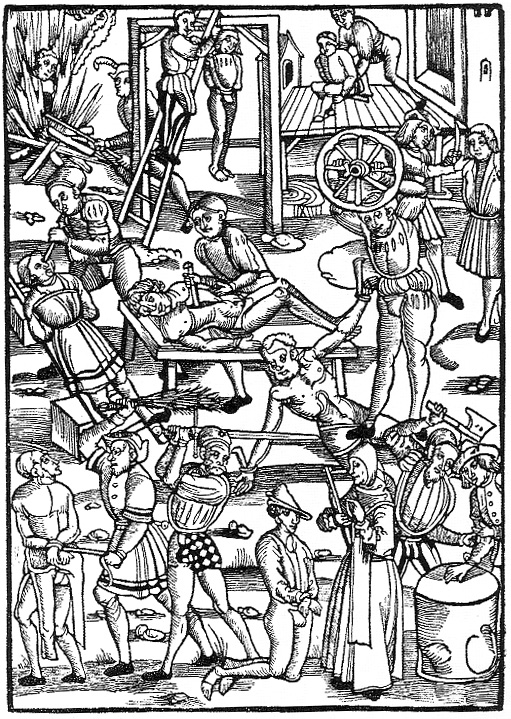
Diverse vroegmoderne vormen van lijfstraffen en tortuur

De meest voorkomende lijfstraffen in vroegmodern Nederland zijn de volgende:
- Aan de kaakstelling: Een tot lijfstraf veroordeelde werd vrijwel altijd ‘aan de kaak gesteld’. Hierbij werd de veroordeeld publiekelijk op de ‘kaak’, schandpaal of schandblok belachelijk gemaakt en soms zelfs door de bevolking bekogeld met uitwerpselen, rot voedsel of stenen. Daarbij kreeg de veroordeelde in veel gevallen een schandbord om de hals met daarop het delict geschreven. Na publiek ten schande te zijn gemaakt werden de eventuele opgelegde (zwaardere) lijfstraffen uitgevoerd, in sommige gevallen gebeurde dit op de kaak.
- Geseling: Door middel van een tuchtroede, stokken of de zweep werd de veroordeelde een x-aantal keer gegeseld op de blote huid. Deze strafvorm werd als zeer pijnlijk ervaren. Geseling was de meest voorkomende schavotsstraf.[13]
- Brandmerking (lijfstraf): Met een brandijzer werd een brandmerk aangebracht bij de veroordeelde met als doel dat het strafblad voor altijd zichtbaar zou zijn. In de 16e en 17e eeuw werden brandmerken met name in het aangezicht aangebracht, terwijl in de 18e eeuw vrijwel uitsluitend alleen nog de schouder of de rug werd gebrandmerkt om maatschappelijke stigmatisering te voorkomen. Tot halverwege de 18e eeuw werd meestal het wapen van de provincie als brandmerk gebruikt. Aangezien de meeste provinciale wapens een leeuw bevatte werd hiervan aan het einde van de 18e eeuw van afgezien om verwarring te voorkomen. Uiteindelijk werd brandmerking in 1854 afgeschaft.
- Verminking: Een van de zwaarste straffen was verminking. Een straf welke met name voor 1650 populair was. Voorbeelden van verminking zijn het afhakken van ledematen, het aanbrengen van sneden of het uitsteken van ogen. Hierbij was vaak sprake van een ‘spiegelstraf’, gebaseerd op het Bijbelse ‘oog om oog-principe’, waarbij de straf samenhing met de aard van het vergrijp. Een persoon die tijdens een mishandeling een snede had aangebracht bij het slachtoffer, werd vaak bestraft middels eenzelfde snede aangebracht door de scherprechter.
- Doodstraf: de zwaarste lijfstraf is de terdoodveroordeling. Deze werden vaak voltrokken door verwurging middels een koord of onthoofding middels het zwaard, welke als minder oneervol werd beschouwd. In enkele gevallen werd de veroordeelde voor de terdoodveroordeling gegeseld, verminkt of ernstig gemarteld door middel van radbraken.

In 1854 werden in Nederland de lijfstraffen, met uitzondering van de geselingstraf, afgeschaft. Deze werd in 1870 afgeschaft.

#### Vrijheidsstraffen
De vrijheidsstraf zoals wij deze heden ten dage kennen vond zijn oorsprong in de Verlichting en de Franse Revolutie. In vroegmodern Nederland bestond de vrijheidsstraf uit grofweg drie varianten:
- Verbanning: De veroordeelde werd verbannen uit de stad en/of provincie voor een periode van een etmaal tot levenslang. Deze straf had grote sociale en financiële gevolgen voor de veroordeelde, immers moest men huis en haard voor meestal een langer periode verlaten.
- Gevang: Verdachten van zware misdrijven werden in de meeste gevallen lopende het onderzoek gevangen gehouden in ‘het gevang’. Veroordeling tot water en brood in het gevang kwam weinig voor. Het vastzetten van veroordeelden was immers een kostbare bedoeling. Bovendien bestond het gevang in de meeste gevallen uit slechts enkele cellen en waren deze niet geschikt voor lange detentie. Een gevangenis in de vroeg moderne periode kunnen daarom beter beschouwd worden als een huis van bewaring.
- Tuchthuis: Een veroordeling tot het tuchthuis, ook bekend als rasphuis, was gericht op heropvoeding van de veroordeelde. In een tuchthuis werd de gedetineerde aan het werk gezet om op deze manier goede burgers van hen te maken en tevens een nuttige bijdrage te leveren aan de maatschappij. Het eerste tuchthuis in Nederland was het Amsterdams Tuchthuis. Dat rechters de tuchthuisstraf als nuttig beschouwden blijkt onder andere uit de dalende lijf- en verbanningstraffen in Zwolle na de opening van een tuchthuis in 1740.[14]

#### Geldboete
De geldboete vindt zijn oorsprong in de Middeleeuwen waarbij men geld kon eisen (van de familie) van daders het zogenaamde zoengeld. In de vroegmoderne periode konden verdachten rechtsvervolging afkopen (dus voordat er een vonnis werd uitgesproken) door een geldboete te betalen aan de baljuw. Dit kwam met name voor in zaken waarbij er sprake was van overspel, maar ook bij diefstal of zelfs doodslag. In de zeventiende- en achttiende eeuw sloten schouten op deze wijze veelvuldig een deal met verdachten. Aangezien de geldboete voor een groot deel aan de schout zelf toekwam tierde de corruptie welig.

## Functionarissen in het rechtssysteem

#### Schout
De schout of baljuw was als gerechtelijke (en bestuurlijke) ambtenaar vergelijkbaar met de hedendaagse functie van officier van justitie. De schout was verantwoordelijk voor de opsporing en vervolging van de verdachte en was bevoegd een verdachte te arresteren in het geval dat de verdachte op heterdaad werd betrapt. In gevallen waarbij er geen sprake was van heterdaad had de schout een aanhoudingsbevel van de schepenen nodig.

#### Gerechtsdienaren
De gerechtsdienaren of rakkers ondersteunden de schout bij allerlei opsporingstaken en kunnen gezien worden als de vroegmoderne variant van de politie. Zo arresteren gerechtsdienaren (veelal tezamen met de schout) verdachten. Ook tijdens de verhoren zijn gerechtsdienaren aanwezig om de schepenen te assisteren, waarbij zij indien nodig tortuur toepasten. Daarnaast verleenden gerechtsdienaren allerlei hand-en-spandiensten bij huiszoekingen, het vervoeren van verdachten en verleende zelfs ondersteuning aan de scherprechter bij het uitvoeren van lijf- en doodstraffen.

#### Scherprechters
De scherprechter, oftewel de beul, was verantwoordelijk voor de tenuitvoerlegging van de lijf- en doodstraffen. Daarnaast was de scherprechter degene die de folteringen in opdracht van de schepenen tijdens de verhoren uitvoerde. De beul werd in sommige gevallen ondersteund door de roededragers (gerechtsassistenten) die bijvoorbeeld de uitgeleiding van een verbannen veroordeelde verrichtten. De functie van beul was in veel gevallen een positie die in families van vader tot zoon werd overgedragen. Hierdoor ontstonden er 'scherprechter-dynastieën' in de Lage Landen. In enkele uitzonderlijke gevallen werd de positie van scherprechter bekleed door een vrouw. Zo nam Anna Catharina Snijder (1738-1803) de taken van scherprechter over na het overlijden van haar man, de scherprechter Andries van Anholt.

## Geslachtsverhoudingen
In de zeventiende en achttiende eeuw was ongeveer de helft van alle veroordeelden in de Nederlandse steden van het vrouwelijke geslacht. In Leiden in de periode 1675-1811 varieerde tussen 32 en 65 procent. In de stad Amsterdam lag dit percentage tussen 1678 en 1794 nog hoger, gemiddeld 41 procent van de veroordeelden betrof een vrouw. Opvallend genoeg werden deze vrouwelijke criminelen niet alleen veroordeeld tot zedendelicten zoals prostitutie. Integendeel, uit onderzoek van Nederlandse historica Manon van der Heijden naar de provincie Holland in de periode 1600-1800, blijkt dat de helft van de vermogensdelicten en een derde van de misdrijven tegen de openbare orde (zoals bedelarij) werden gepleegd door vrouwen.
Bekende misdadigsters uit deze periode zijn Elsjen Roelofs en Adriana Bouwman.